# Oospila acymanta
Oospila acymanta là một loài bướm đêm trong họ Geometridae.